# Hostegismo
El hostegismo fue un conflicto teológico relativo al antropomorfismo surgido en Córdoba hacia el año 862 que atribuía a Dios figura humana, y otras doctrinas heréticas que menoscababan la ortodoxia de la Iglesia.
Promovido por Hostegesis (845-864), obispo de Málaga, al difundir doctrinas erróneas contra la fe, aliándose con los heresiarcas Romano y Sebastián, padre e hijo, que propagaban el antropomorfismo con ayuda del gobierno musulmán. El objetivo era acercar su religión al islam, frente a las doctrinas ortodoxas de Sansón (810-890), presbítero de la iglesia de San Zoilo y abad del monasterio de San Salvador de Peñamelaria, ante el temor que se diera un nuevo cisma en la Iglesia de Córdoba. 
El error principal que difundían fue el de atribuir a Dios figura humana, y por tanto sólo podía estar presente en sus criaturas por sutilidad, afirmando que Dios está en todas las cosas, no por esencia, sino por sutileza. Otro error que predicaban fue el que Jesucristo había sido concebido en el corazón de María y no en su vientre; por el contrario, Sansón afirmaba que Dios está presente por su esencia y sustancia en todas partes y Jesucristo había tomado nuestra carne en el vientre de María.
Para erradicar estas herejías fue convocado el concilio de Córdoba del 862 por el obispo Hostegesis de Málaga, a instancia del emir Mohamed I (852-886), y presidido por Valencio (862-875), obispo de Córdoba, con el único tema del antropomorfismo .
La fuente de este concilio se encuentra en la obra del abad Sansón en el Libro II denominado Apologeticus contra pérfidos, localizado en el Archivo-Biblioteca Capitular de Toledo en el códice T Matritensis, originario de Córdoba del siglo IX. Lo escribió en 864 para defenderse de las acusaciones vertidas contra su persona por el obispo Hostegesis, considerado líder de los antropomorfistas y poner así al descubierto los errores teológicos en la doctrina del mismo. Se tuvo noticia del concilio cuando publicó esta obra P. Flórez en España Sagrada.
En el Apologeticus se encuentra insertada la declaración de fe o credulitas que el abad Sansón presentó a los obispos en Córdoba para el concilio, junto con los textos de la sentencia dictada por Hostegesis en el mismo concilio, y la confesión dogmática que Hostegesis envió a la sede de Tucci con el nombre de los obispos que comunicaban con él, al saber que el abad Sansón se encontraba refugiado en él. Con el Apologeticus quedaron resueltas las disputas sobre las doctrinas heréticas predicadas por Hostegesis en la iglesia de Córdoba.